# Засада (фильм, 1958)
«Засада» (яп. 張込み: харикоми; англ. The Chase) — японский чёрно-белый фильм, снятый в жанре криминальной драмы режиссёром Ёситаро Номура в 1958 году. Экранизация небольшого рассказа Сэйтё Мацумото. Сценарист Синобу Хасимото (постоянный соавтор Акиры Куросавы) удостоен за эту работу трёх престижнейших национальных кинопремий «Голубой ленты», «Кинэма Дзюмпо» и «Майнити».

## Сюжет
Два токийских детектива Юки и Симоока расследуя убийство владельца ломбарда в Мэгуро, пытаются поймать преступника во время томительного жаркого лета. Акцент делается не столько на поиске, сколько на ожидании и наблюдении. Преступник сбежал из Токио, не оставив какого-то реального следа. Из-за отсутствия каких-либо лучших вариантов, двое полицейских совершают поездку на юг острова Кюсю, в городок Сага, в котором живёт бывшая подружка преступника, Садако. Здесь они арендуют номер в гостинице, окна которого выходят прямиком на дом, в котором живёт Садако. 
Во время многодневной слежки, двое мужчин постепенно проникаются симпатией к этой женщине. Она замужем за довольно хамоватым и жадным человеком и воспитывает троих детей от другой женщины. Садако не только должна выполнять всю работу по дому, но и берётся за подработку, так как ей необходимы деньги на домашние расходы, а её муж необычайно скуп. Кажущаяся праздность двух мужчин вызывает нелепые подозрения у хозяйки гостиницы. Впрочем, сыщикам не всегда приходится сидеть в своей комнате, иногда им необходимо гоняться за Садако по ложным тревогам: например при её походе на рынок или на похороны. В конце концов, из-за кажущейся бесперспективности их слежки, старший из них, Юдзи Симоока возвращается в Токио. 
Однажды Садако получает письмо, которое меняет её поведение и она уезжает на автобусе (не подозревая, что за ней следует полицейский Такао Юки). Садако наконец-то встречается со своим бывшим возлюбленным Исии, и они снимают номер в курортной гостинице. Женщина любит Исии, не подозревая ничего о том, что он беглый преступник. Она готова уйти от нелюбимого мужа Ёкакавы и уехать вместе с Исии куда угодно. Детектив Юки собирает подкрепление из местных полицейских и следует арест беглого Исии прямо в гостинице, на глазах у несчастной возлюбленной.

## В ролях
- Минору Оки — Такао Юки, детектив полиции
- Сэйдзи Миягути — Юдзи Симоока, детектив полиции
- Хидэко Такаминэ — Садако Ёкакава
- Такахиро Тамура — Исии, беглый преступник
- Хидзуру Такатихо — Юмико Такакура, невеста Такао Юки
- Каматари Фудзивара — господин Такакура, отец Юмико
- Томоко Фумино — мать Юмико
- Кин Сугаи — жена Симооки
- Ёсихико Такэмото — Тацуо Симоока, старший сын Юдзи Симооки
- Кумэко Урабэ — хозяйка гостиницы
- Дзюн Татара — полицейский из Сага
- Масао Симидзу — муж Садако, банкир
- Рёхэй Утида — Ямада
- Нобу Кавагути — Нобуко, дочь Ю Татибаны
- Таниэ Китабаяси — мать Нобуко
- Кадзуко Ямамото — Акиэ, горничная в гостинице
- Фуэмон Отомо — шеф полиции в Сага

## Премьеры
— национальная премьера фильма состоялась 15 января 1958 года.

## Награды и номинации
Кинопремия «Голубая лента»
- 9-я церемония награждения (за 1958 год)[2]

- премия за лучший сценарий — Синобу Хасимото (ex aequo: «Перисто-кучевые облака»).

Кинопремия «Кинэма Дзюмпо»
- (1959 год) Выиграны:[2]

- премия за лучший сценарий 1958 года — Синобу Хасимото (ex aequo: «Три негодяя в скрытой крепости» и «Ночной барабан»).

- Номинация:

- за лучший фильм 1958 года (по результатам голосования кинолента заняла 8 место).

Кинопремия «Майнити»
- 13-я церемония награждения (за 1958 год)[4].

Выиграны:
- за лучший сценарий 1958 года — Синобу Хасимото (ex aequo: «Ночной барабан» и «Перисто-кучевые облака»).

## Интересные факты
- Исполнительница роли Садако, одна из крупнейших звёзд японского кино на тот момент — Хидэко Такаминэ, дебютировала в возрасте пяти лет в фильме «Мать» (1929), поставленном режиссёром Хотэи Номура, отцом постановщика «Засады» Ёситаро Номуры. Самому Ёситаро на тот момент было 10 лет и он опекал маленькую Хидэко, играя с ней в различные игры в пределах съёмочной площадки в часы, когда она не была задействована в съёмках. На этом проекте Ёситаро Номура и Хидэко Такаминэ впервые встретились после прошедших почти 30 лет с того детского знакомства и предавались воспоминаниям.
- Помощником режиссёра на съёмочной площадке «Засады» был Ёдзи Ямада, ныне один из признанных мэтров японской кинорежиссуры и художественный руководитель «Сётику».